# Atraktanty

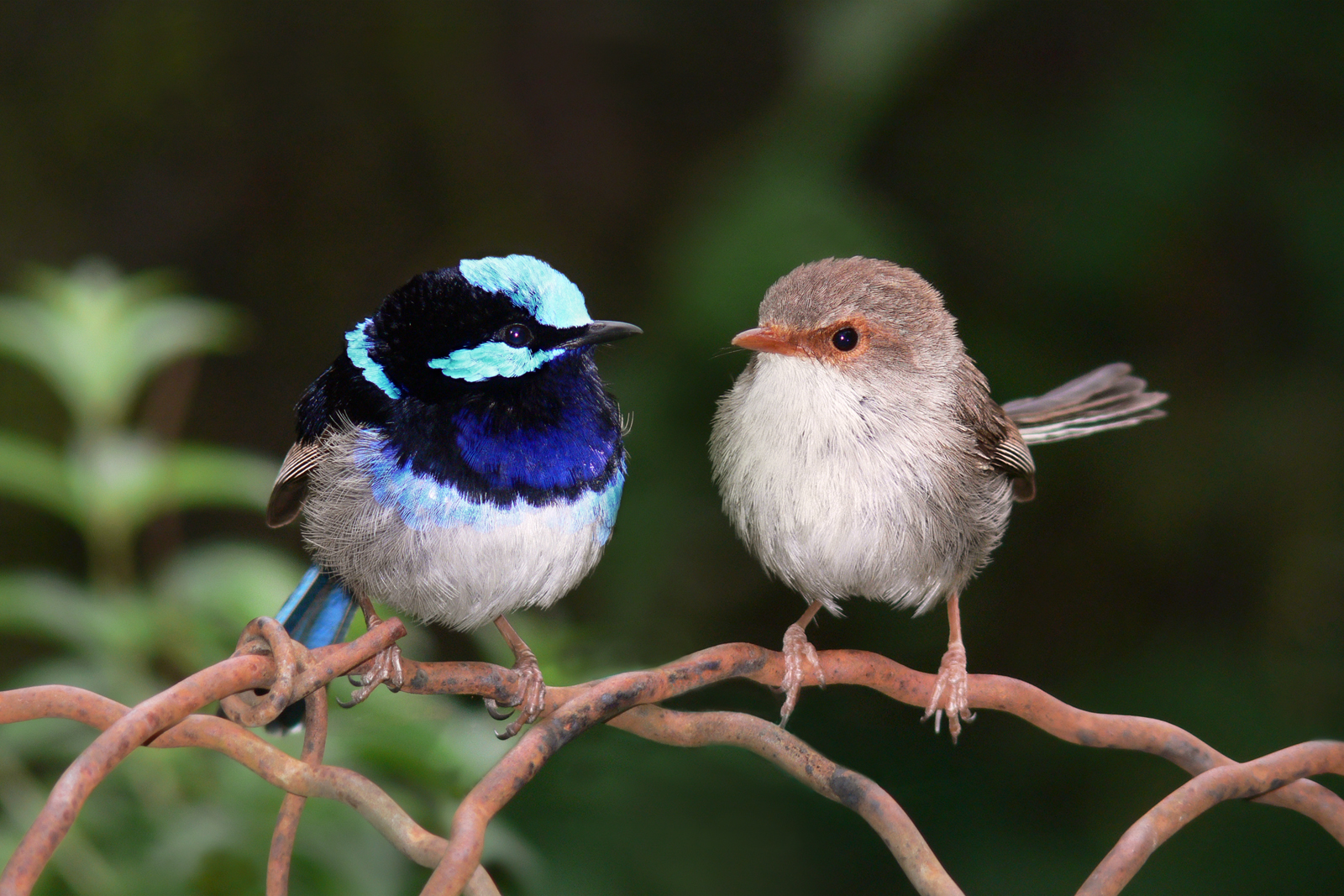
Intensywne ubarwienie przyciąga uwagę partnera. Samiec (po lewej) i samica chwostki szafirowej

Atraktanty, czynniki wabiące – dowolnej natury czynniki (dźwięk, światło, związki chemiczne, kształty lub kombinacje takich sygnałów) o działaniu wabiącym, zwiększające atrakcyjność seksualną, przyciągające gatunki zapylające kwiaty, rozsiewające nasiona, itp. Atraktanty sztuczne i naturalne są wykorzystywane przez człowieka w hodowli zwierząt oraz uprawie wszelkiego rodzaju roślin.

## Atraktanty pokarmowe
Dla drapieżników, roślinożerców i pasożytów – cechy wyglądu lub substancje zapachowe wydzielane przez organizm zjadany lub żywicielski są ważne gdyż pozwalają zaspokoić głód lub znaleźć żywiciela dla potomstwa. W takich wypadkach atrakcyjność ofiary lub żywiciela wynika z wykształconego w ciągu życia, pokarmowego odruchu warunkowego lub z wrodzonego zachowania instynktownego. Ofiara w żadnym razie nie stara się przywabić swego wroga, wręcz przeciwnie dobór naturalny preferuje te osobniki które jak najbardziej się maskują i są najmniej atrakcyjne. 
Zjawisko atrakcyjności pokarmowej wykorzystuje się w łowiectwie (bardziej w kłusownictwie) wykładając w miejscach polowań atrakcyjną dla zwierzyny karmę, w wędkarstwie stosując różnego rodzaju  przynęty pokarmowe oraz hodowli, dodając do karmy dodatki paszowe dzięki którym zwierzęta chętniej i więcej jedzą a co za tym idzie szybciej rosną lub produkują więcej np. mleka.
Nawet mikroorganizmy potrafią reagować na znajdujące się w ich otoczeniu chemoatraktanty.

## Atraktanty zapewniające sukces rozrodczy
Posiadanie lub produkcja takich atraktantów przynosi konkretne korzyści  dysponującemu nimi osobnikowi, zazwyczaj przekładające się na sukces rozrodczy. 
Wykorzystanie atraktantów ma miejsce już na etapie doboru partnerów. Osobniki żyjące samotnie przede wszystkim muszą się spotkać. U wielu nocnych motyli zapewnia to wydzielany w okresie rozrodczym przez specjalne gruczoły zapachowe feromon płciowy informujący o miejscu pobytu samicy. Aby jego obecność wykryć i zlokalizować, samce zazwyczaj mają znacznie lepiej niż samice rozwinięte czułki. 
Ssaki produkują substancje wabiące w wyspecjalizowanych gruczołach wonnych (np. gruczoły napletkowe, sromowe albo piżmowe). Nadawca sygnału rozprowadza substancje zapachowe mimowolnie lub w sposób celowy, znakując drzewa, skały, czy podłoże. U odbiorcy sygnału następuje podświadoma reakcja na bodziec docierający do receptorów węchowych (np. efekt Whittena, efekt Bruce). Do chemicznych związków wabiących wytwarzanych przez zwierzęta należą m.in. bombikol, piżmo, androstenol.
U prostoskrzydłych wabiące samicę dźwięki wydaje samiec. Ryczący jeleń oznacza swoje terytorium ale równocześnie wabi konkurencję. Zwycięzcą zostaje osobnik większy, mający silniej rozwinięte poroże a więc ogólnie dorodniejszy, zdrowszy i bardziej atrakcyjny. Taki osobnik nie tylko zapewnia zdrowe potomstwo ale też zapewnia większe bezpieczeństwo stada. Podobnie jest u ludzi atrakcyjna kobieta i przystojny mężczyzna mają większe możliwości wyboru partnera. Tu jednak dużo zależy od zwracających uwagę partnera atraktantów sztucznych: ubioru, perfum, kosmetyków i afrodyzjaków oraz umiejętności formułowania myśli. 
Niepozorne samce żaby trawnej w okresie godowym stają się niebieskie!  U wielu ptaków w tym czasie nie tylko pojawia się śpiew i następuje zmiana upierzenia na bardziej jaskrawe, ale też zaczyna się budowanie gniazd i kolorowo zdobionych altanek. Wszystkie te starania są surowo oceniane przez samice. Osobniki nie umiejące śpiewać, mające mało intensywne kolory, słaby zmysł estetyczny są mało atrakcyjne i nie odnoszą sukcesu reprodukcyjnego.

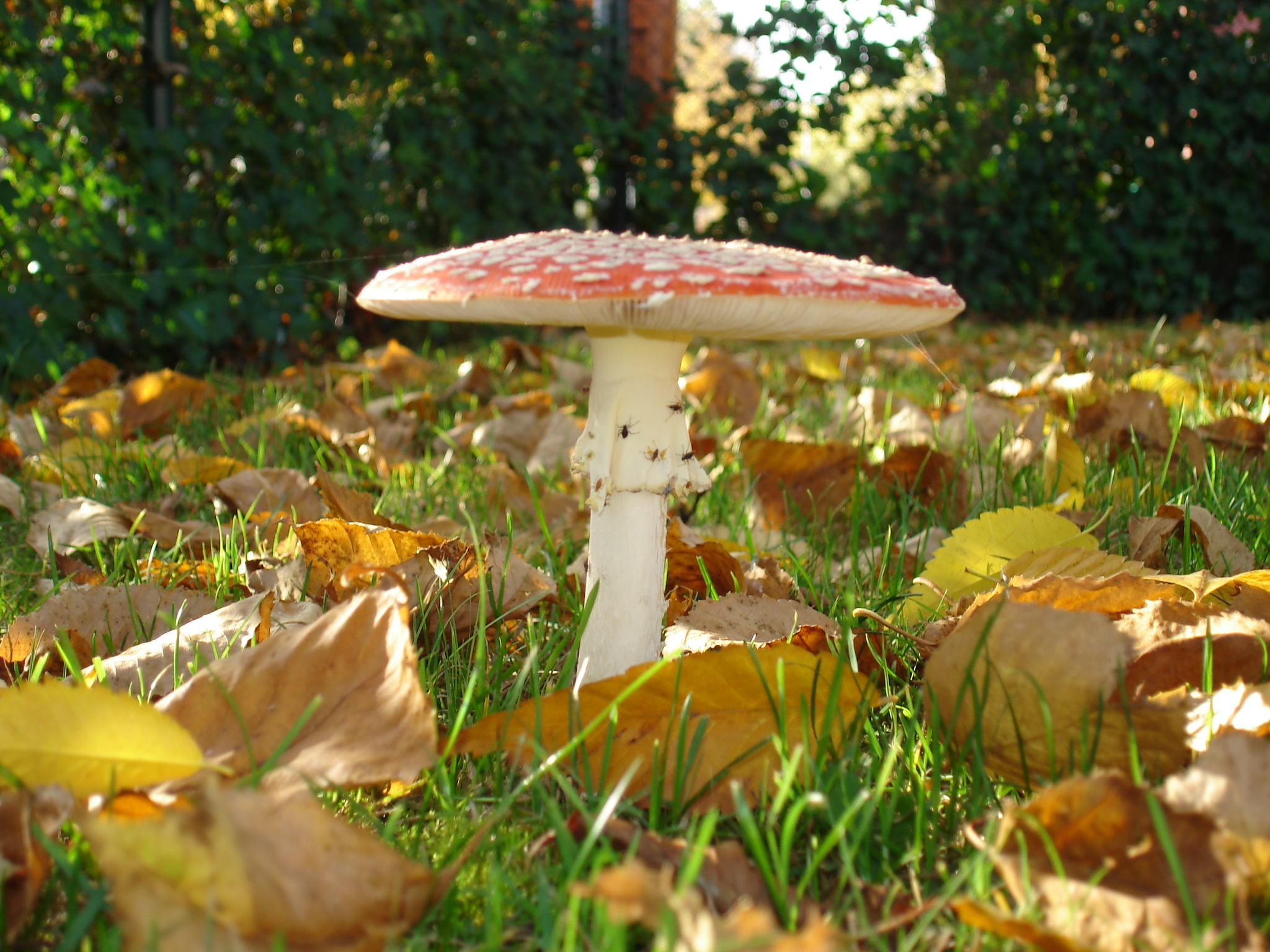
Muchomor czerwony przywabia muchy

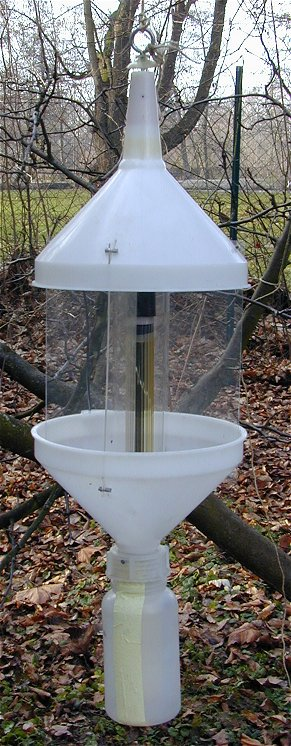
Pułapka świetlna na owady

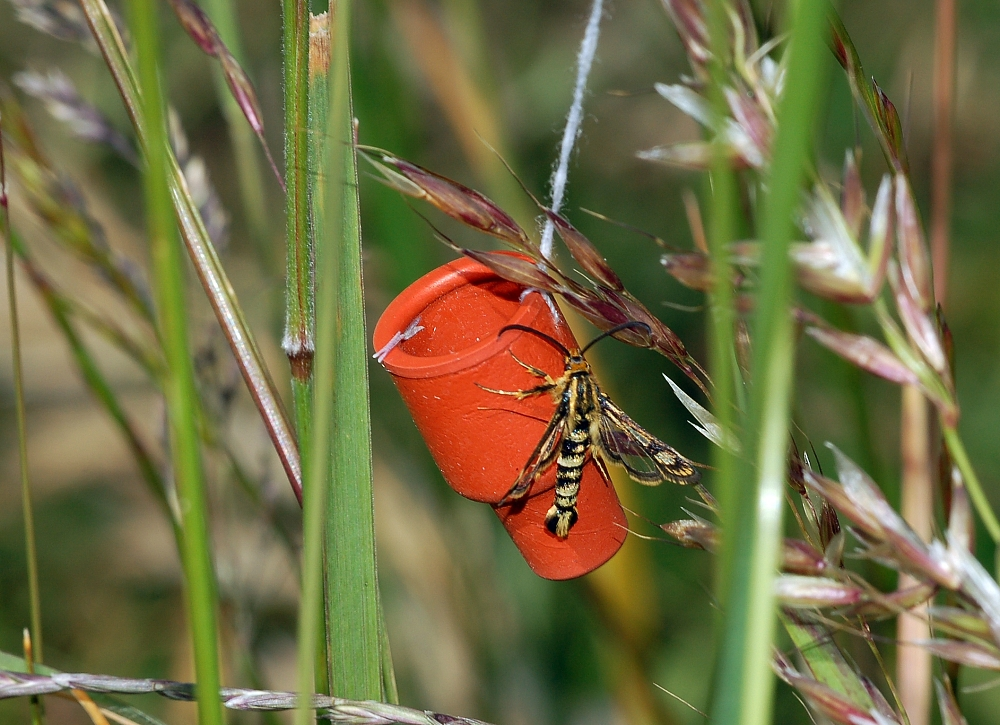
Pułapka feromonowa na owady

Rośliny kwiatowe, zapylane przez owady starają się być dla nich atrakcyjne ma wiele sposobów. Wabią owady kolorem, zapachem, nektarem i w dużych ilościach produkowanym pyłkiem. Atraktantami roślinnymi są lotne substancje zapachowe (olejki eteryczne) oraz smakowe zawarte np. w nektarze, owocach. Najsilniejsze atraktanty roślinne wytwarzane przez niektóre rośliny storczykowate, mają działanie narkotyczne lub halucynogenne. Odurzone nimi owady dłużej przebywają wewnątrz kwiatów kwiatostanu, przez co zwiększają się szanse zapylenia. Innym typem atraktantów wytwarzanych przez rośliny zaatakowane przez owady roślinożerne są olejki eteryczne wabiące  owady drapieżne. Niektóre rośliny kształtem kwiatów potrafią naśladować samice określonych gatunków owadów np. trzmieli. Zwabione owady dokonują zapylenia krzyżowego zapewniając roślinom różnorodność genetyczną i obfitość nasion. Zapylona roślina przestaje wabić zmieniając zapach, przez co chroni nasiona przed uszkodzeniem. Jednak wysianie nasion w jednym miejscu nie jest dobre. Nasiona obfitujące w materiały zapasowe są atrakcyjne dla wielu zwierząt. Sójki, wiewiórki zbierają owoce dębu, buka, leszczyny i robią z nich zapasy. Niezjedzone nasiona kiełkują wiosną, często w znacznej odległości od drzewa macierzystego. Nasiona glistnika zaopatrzone w elajosomy są chętnie zbierane przez mrówki, które po ich wykorzystaniu porzucają niepotrzebne nasiona w różnych miejscach. Podniesienie atrakcyjności pokarmowej nasion zmniejsza konkurencję wewnątrzgatunkową i pozwala opanować roślinom nowe miejsca.

## Atraktanty w walce ze szkodnikami
Atraktanty znalazły szerokie zastosowanie w biologicznych (ekologicznych) metodach ochrony roślin i zwierząt. 
Już dawno stwierdzono, że całkowite wyplewienie chwastów z pola wcale nie jest tak korzystne jakby się mogło wydawać. Pozbawione pokarmu drutowce i inne organizmy, często z konieczności, przenoszą się wtedy na rośliny uprawne. Jeśli dostarczymy im czegoś bardziej atrakcyjnego niż nasza uprawa, wtedy szkodnik ją opuści. Aby ochronić korzenie buraków (burak zwyczajny, burak cukrowy) między nie wsiewa się pszenicę aby przyciągnęła drutowce. W  tym samym celu dla drutowców i larw żuków Lamellicornia w szkółkach leśnych wysiewa się marchew i sałatę. Dla wielu szkodników atrakcyjne są również przekrojone i zakopane w ziemi bulwy ziemniaków. Od dawna do tępienia much  stosowano mleczny wyciąg  zawierający  1,3-dwuoleinę uzyskiwaną z muchomora czerwonego. Obecnie jako atraktant stosuje się również monooleinian i monolaureinian. Cebulę przed śmietką cebulanką można chronić wykładając pułapki zawierające n-propylodwusiarczek oraz n-propylomerkaptan. Owady składają tam jaja a wylęgające się larwy giną bo nie mają co jeść.  Podobnie reaguje bielinek kapustnik na  glikozydy olejku gorczycznego a muchy na propionytryl. Zwabione szkodniki, jeśli nie wystarcza samo ich odciągnięcie od chronionej rośliny (plonu, magazynu) można wyłapać w specjalne pułapki, usunąć ręcznie lub wytruć miejscowo. 

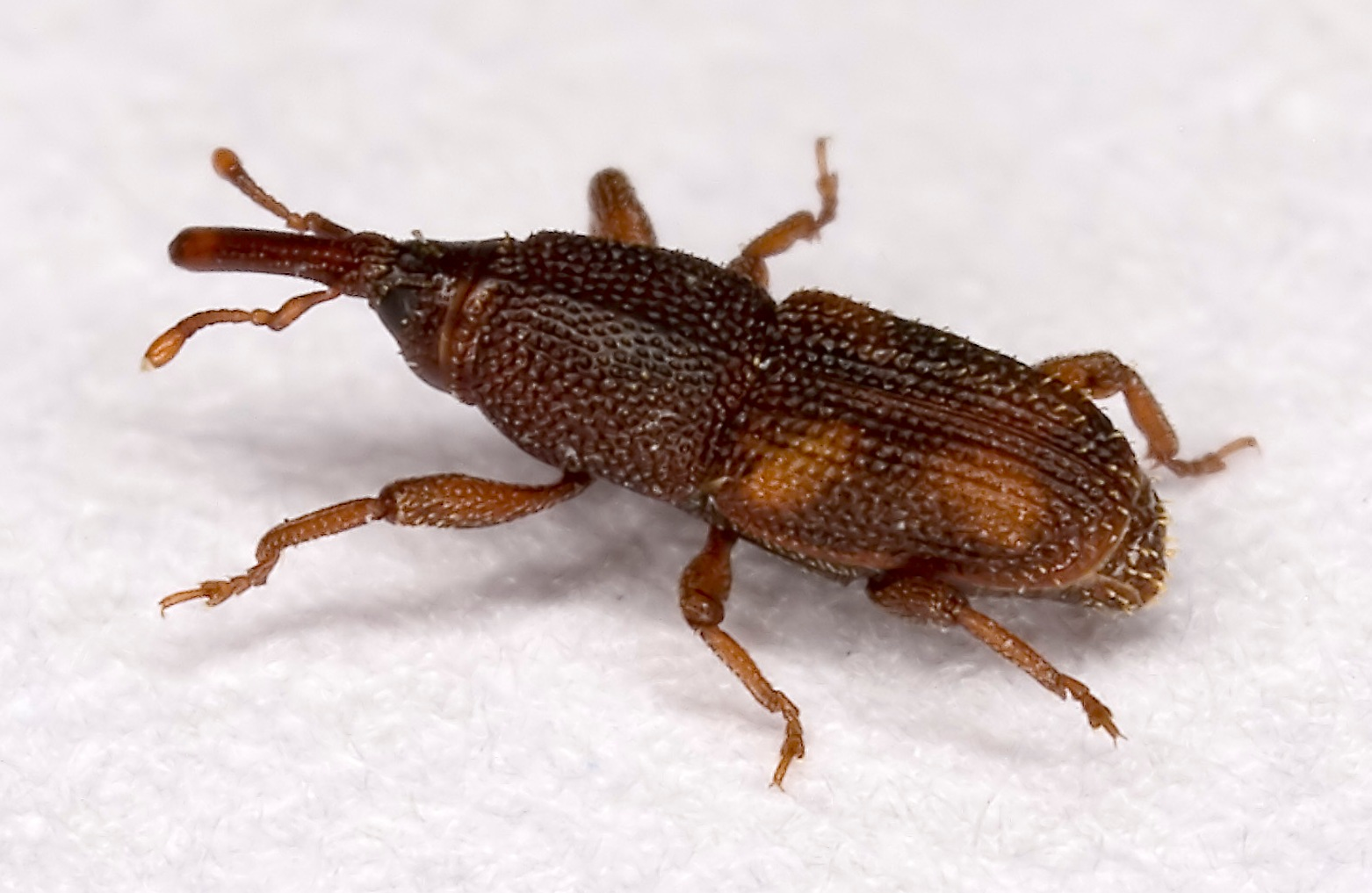
Sitophilus oryzae

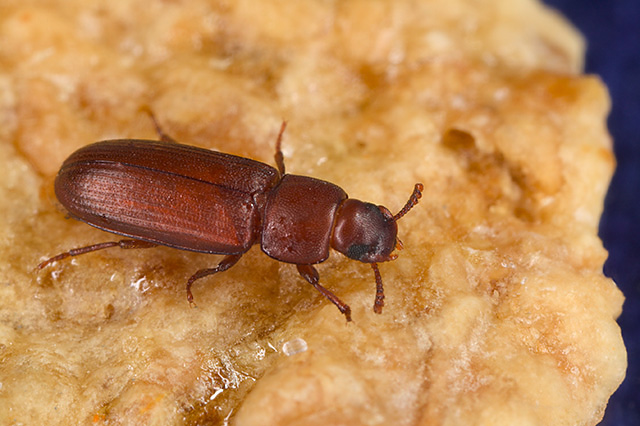
Tribolium castaneum

Atraktanty można również stosować w celu przywabienia owadów pożytecznych. Opryskując rośliny roztworem drożdży z maślanką można przywabić złotooki i spowodować, że zgromadzą się w większej ilości a co za tym idzie  ochronią naszą uprawę przed mszycami.
Atraktantami mogą być określone dźwięki lub światło specyficznej barwy.
Sygnały dźwiękowe generowane przez specjalne urządzenia działają wabiąco na komary i prostoskrzydłe. Chrząszcze Tribolium castaneum, Rhizopertha ominica, Sitophilus oryzae dodatnio reagują na światło ultrafioletowe. Cadra cautella i Sitotroga cerealella przyciągane są przez ultrafiolet i światło zielone. Mklik mączny (Ephestia kühniella), Omacnica spichrzanka (Plodia interpunctella) reagują na światło zielone. Większość owadów pozytywnie odbiera światło żółte np. mucha tse-tse oraz światło zielonożółte. Światło określonej barwy wabi szkodnika do miejsca gdzie w pojemniku o charakterze pułapki  umieszcza się silnie działającą truciznę.
Pułapki chwytne z atraktantami pokarmowymi wykorzystywane są również do monitorowania szkodników.